# Industria Economica Nazionale Automobili di Tommasi & Rizzi
Industria Economica Nazionale Automobili di Tommasi & Rizzi war ein italienischer Hersteller von Automobilen.

## Unternehmensgeschichte
Das Unternehmen aus Lodi begann 1922 mit der Produktion von Automobilen. Der Markenname lautete IENA. 1925 endete die Produktion nach etwa 150 hergestellten Exemplaren.

## Fahrzeuge
Das Unternehmen stellte Kleinwagen her. Für den Antrieb sorgten wassergekühlte Vierzylindermotoren von Chapuis-Dornier. Im Basismodell verfügte der Motor über 750 cm³ Hubraum. Im Sportmodel Tipo Spinto kam ein Motor mit hängenden Ventilen und 1096 cm³ Hubraum zum Einsatz.